# Jaera maeonis
Jaera maeonis är en fjärilsart som beskrevs av Doubleday 1847. Jaera maeonis ingår i släktet Jaera och familjen juvelvingar. Inga underarter finns listade i Catalogue of Life.